# 螃蟹岩
螃蟹岩（英語：Kani Rock），是南極洲的岩石，位於毛德皇后地的奧拉夫王子海岸，處於酸梅岩和謝麗岩之間，根據日本探險隊的測量和拍攝的空中照片繪入地圖，現時由南極條約體系管理。

## 外部連結
- . . United States Geological Survey.   [2013-04-12].
- 本条目引用的公有领域材料来自美国地质调查局的文档《螃蟹岩》 （資料來自地名信息系统）。

68°2′S 43°12′E / 68.033°S 43.200°E